# Prepona amphiktion
Prepona amphiktion är en fjärilsart som beskrevs av Hans Fruhstorfer 1916. Prepona amphiktion ingår i släktet Prepona och familjen praktfjärilar. Inga underarter finns listade i Catalogue of Life.